# Cantone di Bourbourg
Il Cantone di Bourbourg era una divisione amministrativa dell'arrondissement di Dunkerque.
È stato soppresso a seguito della riforma complessiva dei cantoni del 2014, che è entrata in vigore con le elezioni dipartimentali del 2015.
Comprendeva i comuni di:
- Bourbourg
- Brouckerque
- Cappelle-Brouck
- Drincham
- Holque
- Looberghe
- Millam
- Saint-Momelin
- Saint-Pierre-Brouck
- Spycker
- Watten
- Wulverdinghe